# Chrysocharis laricinellae
Chrysocharis laricinellae är en stekelart som först beskrevs av Julius Theodor Christian Ratzeburg 1848.  Chrysocharis laricinellae ingår i släktet Chrysocharis och familjen finglanssteklar. Arten är reproducerande i Sverige. Inga underarter finns listade i Catalogue of Life.